# زنبور رتیل‌خوار
زنبور رتیل‌خوار نوعی زنبور وحشی عنکبوتی است که رتیل شکار می‌کند. طول بدن آن‌ها تا ۵ سانتی‌متر می‌رسد و بنابراین از درازجثه‌ترین زنبورهای وحشی هستند.
دلیل اینکه این زنبور را رتیل خوار نامیده اند این است که زنبور با نیش خود رتیل را فلج کرده و در درون بدن رتیل تخم گذاری میکند . درحالی که رتیل زنده است نوزاد های زنبور از آن زنده زنده تغذیه میکنند و رشد میکنند .